# Gare de Lain - Thury
La gare de Lain - Thury est une ancienne gare ferroviaire française située sur le territoire de la commune de Lain (département de l'Yonne), sur l'ancienne ligne de Triguères à Surgy, elle-même fermée au service des voyageurs en 1938. Cette gare desservait les communes de Lain et de Thury.

## Situation ferroviaire
La gare de Lain - Thury est située au point kilométrique (PK) 197,1 de la ligne de Triguères à Surgy. Son altitude est de 240 m.